# Ci, Handan
Ci, även romaniserat Tzehsien, är ett härad som lyder under Handans stad på prefekturnivå i Hebei-provinsen i norra Kina.